# Porta Romana (métro de Milan)
Pour les articles homonymes, voir Porta Romana.
Porta Romana est une station de la ligne 3 du métro de Milan, située à l'extrémité sud du corso di Porta Romana.